# 美洲閃鱗蛇科
美洲閃鱗蛇（學名：Loxocemus bicolor），又稱中美蛇，是蛇亞目下的一個單型科及單型屬，屬下只有一個物種，就是在墨西哥發現的美洲閃鱗蛇（L. bicolor）。美洲閃鱗蛇科亦是眾多蛇科中最小型的一個科。暫時在美洲閃鱗蛇下未有其它亞種。此類蛇亦被稱為「墨西哥蟒蛇」、「墨西哥洞蟒」、「墨西哥洞蛇」。
种名 bicolor 意为“二色的”。

## 特徵
美洲閃鱗蛇是同名科屬中的唯一品種，與其它種屬的蛇類比較之下顯得獨立。某程度上牠的習性跟外型都與蟒科有點相似，可是蟒蛇卻不是分佈於美洲土地的蛇種，兩者間相信應沒有直接的關連。
成年的美洲閃鱗蛇約有1.5米長，體型強壯健碩，嘴部呈鐵鏟狀，頭部扁窄，眼睛細小，幼小的體型讓其便於居住在地洞之內。牠們被認為是陸行性的蛇類，而且善於掘土，並生活於地底，因此對於研究者而言是較為難以觀察及研究的。體色偏黑，雜以零碎的白色鱗片，一般而言經歷蛻皮後牠們身體的顏色會完全褪掉，最終變成一條僅在頭部附近略有暗色鱗片的白蛇。
繁殖方面，美洲閃鱗蛇是卵生動物，每次大約能生產2至4枚蛇卵。

## 地理分佈
美洲閃鱗蛇主要分佈於墨西哥國內太平洋海岸地區一帶的中低段山脈，包括納亞里特州、哈利斯科州、科利馬州、米卻肯州、莫雷洛斯州、格雷羅州、瓦哈卡州及恰帕斯州等州份；其分佈區域更從這些地區向南伸延至危地馬拉、洪都拉斯、薩爾瓦多、尼加拉瓜以及哥斯達黎加等國家境內。美洲閃鱗蛇的標本產地是位於薩爾瓦多國內的聖薩爾瓦多省及拉烏尼翁省。

## 習性
美洲閃鱗蛇能生活於多種不同的環境，不管是熱帶地區、潮濕地區、乾燥地區或森林內都能適應。在危地馬拉及洪都拉斯一帶，一些通往加勒比海的乾燥內陸溪谷裡，亦曾有美洲閃鱗蛇生活。
另外，美洲閃鱗蛇主要食用齧齒目動物（如鼠類）及蜥蜴類。亦有研究指，美洲閃鱗蛇會進食美洲鬣蜥所誕下的卵。

## 保育狀況
其被列為《瀕危野生動植物種國際貿易公約》附錄二的物種，被限制出口及貿易。

## 備註
1. ↑  Chaves, G.; Lamar, W.; Porras, L.W.; Sunyer, J.; Solórzano, A. . The IUCN Red List of Threatened Species. 2014: e.T169678A1280046  [5 June 2023]. doi:10.2305/IUCN.UK.2014-1.RLTS.T169678A1280046.en .
2. ↑  . CITES. Convention on International Trade in Endangered Species of Wild Fauna and Flora. 21 May 2023  [5 June 2023]. （原始内容存档于2017-12-05）. Note: Protected as a member of the Loxocemidae.
3. 1 2 3 4 5  McDiarmid RW、Campbell JA、Touré T：《Snake Species of the World: A Taxonomic and Geographic Reference, vol. 1》頁511，Herpetologists' League，1999年。 ISBN 1-893777-00-6
4. 1 2  . ITIS. 2007  [17 August, 2007].

## 外部連結
- （英文）TIGR爬蟲類資料庫：美洲閃鱗蛇